# Astrabe
Astrabe és un gènere de peixos de la família dels gòbids i de l'ordre dels perciformes.

## Taxonomia
- Astrabe fasciata  (Akihito & Meguro, 1988)[2]
- Astrabe flavimaculata  (Akihito & Meguro, 1988)[2]
- Astrabe lactisella  (Jordan & Snyder, 1901)[3][4][5][6][7][8][9]